# 高橋美香 (フォトジャーナリスト)
高橋 美香（たかはし みか、1974年3月3日- ）はパレスチナ問題などを主に扱うフォトジャーナリストである。

## 経歴
1974年広島県府中市高木町生まれ。広島県立自彊高等学校卒業。東京都西東京市在住を経て埼玉県さいたま市在住。高橋は日本ジャーナリスト専門学校在学中に写真家の長倉洋海の作品にであったことがきっかけで、パレスチナ問題に関心を抱き始め、中東政治に関して深く研究するために東京国際大学の国際関係学部に進学。1999年卒業後、2000年にエジプトへ留学しアラビア語を勉強した。日本に帰国後、書店でのアルバイトを経て東急電鉄で勤務した。パレスチナのほかに、エジプト、アフガニスタン、シリア、レバノン、モロッコ、及び東北地方の被災地も取材した。

## 著書
- 『パレスチナ・そこにある日常』（未来社) ,2010年11月, ISBN 978-4624410919
- 『ボクラ（Bokra）・明日、パレスチナで』（ビーナイス）、2015年3月、ISBN 978-4905389279